# Фонцазо
Фонцазо је насеље у Италији у округу Белуно, региону Венето.
Према процени из 2011. у насељу је живело 1947 становника. Насеље се налази на надморској висини од 322 м.

## Становништво
Према резултатима пописа становништва 2011. у општини је живело 3.322 становника.
| 1951. | 1961. | 1971. | 1981. | 1991. | 2001. | 2011. |
| ----- | ----- | ----- | ----- | ----- | ----- | ----- |
| 4.523 | 4.251 | 3.536 | 3.536 | 3.418 | 3.414 | 3.322 |